# Ilgachuz Range
Ilgachuz Range bezeichnet einen erloschenen Schildvulkan in der kanadischen Provinz British Columbia. Es handelt sich nicht um eine Gebirgskette (engl. range) im eigentlichen Sinne, weil sie als eigenständiger Vulkan entstand und in den vergangenen fünf Millionen Jahren erodiert wurde.

## Geographie
Die Ilgachuz Range liegt auf dem Chilcotin Plateau, etwa 350 km nordnordwestlich von Vancouver und 30 km nördlich des Anahim Lake. Der höchste Gipfel ist der Far Mountain. In der Kette gibt es ein einzigartiges Grasland-Ökosystem. Diesen Grasland-Typ gibt es nirgendwo sonst im zentralen und südlichen British Columbia. Das Klima ist kühl und trocken, was typisch für die höheren Lagen des Interior Plateau ist.
Der 280 km lange West Road River entspringt in der Ilgachuz Range und fließt ostwärts bis zu seiner Mündung in den Fraser River zwischen Prince George und Quesnel. Er entwässert ein Gebiet von etwa 12.000 km²; zwischen Quelle und Mündung liegen mehr als 900 m Höhenunterschied.

## Geologie und Geschichte

### Ursprung

Lage des Anahim Hotspot einschließlich des Anahim-Vulkangürtels vor Jahrmillionen

Der Ausbruch der Ilgachuz Range begann vor 6,1 Millionen Jahren; seitdem ist der Vulkan stetig gewachsen. Wie alle Anahim-Vulkane hat die Ilgachuz Range ihren Ursprung im Anahim Hotspot ‒ einer Magma-Plume, die im heutigen zentralen British Columbia aus dem Erdmantel aufsteigt. Der Hotspot verbleibt an einer festen Position, während die Nordamerikanische Platte mit einer Geschwindigkeit von 2 bis 3,3 cm pro Jahr über ihn hinweggleitet. Das aufsteigende Magma erschafft Vulkane, die für ein paar Jahrmillionen ausbrechen, bevor die Bewegung der Kontinentalplatte sie von der Magmaquelle fortführt. Wo jedoch Hotspots unter der kontinentalen Erdkruste vorkommen, ist basaltisches Magma in der weniger dichten kontinentalen Kruste gefangen, welche aufschmilzt und Rhyolithe bildet. Aufgrund ihres hohen Gehalts an Kristallen und Gasen verursachen die Rhyolite gewaltige Eruptionen, obwohl ihr Wassergehalt niedrig ist und sie eine vergleichsweise niedrige Temperatur haben (rund 800–900 °C beim Ausbruch, wogegen Basalt eine Temperatur von mehr als 1200 °C aufweisen kann).
Der Hotspot existierte mindestens 13 Millionen Jahre lang, und der Anahim-Vulkangürtel erstreckt sich über fast 600 km vom Hotspot entfernt. In jüngerer Zeit entstanden am Hotspot die Itcha Range und der Nazko Cone, ein Schlackenkegel östlich der Ilgachuz Range und der jüngste Anahim-Vulkan. Die Ilgachuz Range ist der größte dieser Vulkane, wogegen die Rainbow Range der größte Vulkan im gesamten Anahim-Vulkangürtel ist.

### First Nations
Den ersten aufgezeichneten Aufstieg auf die Ilgachuz Range machten die Stämme der South Carrier und der Chilcotin. Sie lebten in dem Gebiet über Jahrhunderte, jagten nomadisierend, stellten Tieren wie Bibern, Karibus und Elchen mit Fallen nach und sammelten Pflanzen und Wurzeln. Auch Camps für die Fischerei wurden in dem Gebiet gegründet.
Die Ilgachuz Range ist oder war für die South Carrier und die Chilcotin eine wichtige Quelle für Obsidian. Obsidian war heiß begehrt, weil daraus sehr scharfe Pfeilspitzen und Messer gefertigt werden konnten. Wie jedes Glas und einige andere Sorten natürlich vorkommender Gesteine können bei Obsidian charakteristische Abspaltungen und Brüche hervorgerufen werden, was rasiermesserähnliche Kanten erzeugt. Es wurde auch zu Schmuck verarbeitet. Anahim-Obsidian wurde ausgiebig im gesamten heutigen British Columbia Interior und auf und ab an der Küste von Bella Coola gehandelt. Roter Ocker für die Malerei und Dekoration wurde auch in diesem Gebiet gewonnen.

## Aufbau
Die Ilgachuz Range ist der zweitgrößte Schildvulkan im Anahim-Vulkangürtel, zu dem auch die unmittelbar benachbarten Bergketten, die Rainbow Range und die Itcha Range gehören. Sie erhebt sich bis in eine Höhe von 2410 m über den Meeresspiegel – nur unwesentlich weniger als ihr Nachbar, die Rainbow Range. Die Ilgachuz Range hat einen Durchmesser von 25 km. Sie entstand in zwei chemisch eigenständigen magmatischen Perioden, einer frühen komplexen Serie von Trachyt- und Rhyolith-Eruptionen und dem späteren Ausstoß einer Sequenz von basaltischen Lavaströmen. Die Entleerung der Magmakammer des Vulkans war das Ergebnis des Zusammenbruchs einer oder mehrerer zentral gelegener Calderen. Der Vulkan wird in die Ansammlungen (engl. assemblages) der Precaldera, des Dome Forming, der Intra Caldera und des Shield Forming eingeteilt.
Die Precaldera Assemblage ist am stärksten an der Ostseite des Pipe Organ Mountain exponiert, wo sie einen geschichteten, über 300 m dicken  Pfeiler enthält, der aus wenig kompakten, moderat bis extrem differenzierten Pyroklasten, Lavaströmen und Ablagerungen unsicherer Herkunft besteht. Die Farben reichen von einem melierten Grün bis zu grauen, gelben, ockerfarbenen, roten und weißen Tönen. Eine grüne Tuff-Brekzie, bestehend aus Bims-Bruchstücken, Feldspat-Kristallen und etwas Geröll, ist in verschiedenen Gebieten erkennbar.
Die Dome Forming Assemblages umfassen die meisten Rhyolite-Dome, zugehörigen Lavaströme und den Ilgachuz-Comendit. Die nördlicheren Dome sind annähernd kreisförmige Talus-Ausläufe aus tellergroßen Stücken hell- bis dunkelgrauem, leicht porphyrischem gebändertem Rhyolith mit etwas Obsidian. Massive bis geschichtete Chalcedon-Klumpen und -Erzschnüre gehören auch zu diesen Domen. Die südlicheren Dome sind irgendwie anders geartet. Sie umfassen intrusive und extrusive Phasen chremfarbener Porphyre. Der Sax Dome enthält einen oberen Teil cremefarbenen, aphanitischen bis feinkörnigen felsischen Quarz-Porphyrs mit abnormen Brüchen, die mit grünem Glas gefüllt sind, und eine untere Einheit aus Mikrosyenit mit roten und grünen glasigen Xenokristallen.
Die Intra Caldera Assemblage ist am stärksten an der Nordgrenze der Caldera exponiert. Die untere Einheit, bezeichnend für die Caldera-Entstehung, ist eine epiklastische Ablagerung einer Gerölllawine, grob gelagert und in die Caldera reichend. Ähnliches Material, in feineren Schuttlawinen und möglicherweise Laharen aufgewertet, waren ungefähr für die Lücke zwischen Phacelia Peak und Calliope Mountain bekannt, was nahelegt, dass dieses Gebiet die südliche Grenze der Caldera ist. Andererseits gibt es ungeordnete Brekzien- und Geröllablagerungen an dem Kamm nördlich des Saxifraga Peak, welche möglicherweise die Hauptgrenze oder eine untergeordnete Grenze der Caldera anzeigt.
Die Shield Forming Assemblage enthält eine Serie von Basalt- und kleineren Comendit-Eruptionen und ist am stärksten am Far Mountain und am Mount Scot exponiert. Die Basalte wurden aus Spaltenvulkanen ausgestoßen, die hauptsächlich in der Peripherie der Calderen lagen. Ablagerungen von roten Schlackenklötzen werden als späte Phase dieser Ansammlung angesehen.

## Schutzgebiete
Die Ilgachuz Range liegt im Itcha Ilgachuz Provincial Park, einem 112.000 ha großen Schutzgebiet mit einer einzigartigen Landschaft in den West Chilcotin Uplands, während die Rainbow Range teilweise im Tweedsmuir Provincial Park liegt. Zum Park gehören vulkanische Landschaften, alpine Gebiete und Waldgebiete, die von Feuchtgebieten durchzogen sind.
Der Itcha Ilgachuz Provincial Park ist extrem entlegen und nicht durch Straßen erschlossen; die am nächsten gelegenen Gemeinden sind Anahim Lake, Alexis Creek, Nimpo Lake, Redstone und Nazko. Das nächstgelegene wichtige Zentrum ist Quesnel, etwa 200 km östlich des Parks.

## Gipfel
Zu den Gipfeln a in der Ilgachuz Range gehören:
| Name              | Höhe   | Schartenhöhe | Koordinaten           |
| ----------------- | ------ | ------------ | --------------------- |
| Far Mountain      | 2410 m | 1230 m       | 52° 47′ N, 125° 19′ W |
| Mizzen Mountain   | 2371 m | 581 m        | 52° 46′ N, 125° 13′ W |
| Crumble Mountain  | 2324 m | 74 m         | 52° 47′ N, 125° 18′ W |
| Dodds Domes       | 2315 m | 125 m        | 52° 45′ N, 125° 15′ W |
| Mount Scot        | 2305 m | 215 m        | 52° 43′ N, 125° 16′ W |
| Stonecrop Ridge   | 2293 m | 83 m         | 52° 46′ N, 125° 18′ W |
| Tundra Mountain   | 2290 m | 160 m        | 52° 48′ N, 125° 18′ W |
| Carnlick Mountain | 2285 m | 275 m        | 52° 43′ N, 125° 18′ W |
| HC36              | 2271 m | 120 m        | 52° 44′ N, 125° 16′ W |
| Crepis Peak       | 2266 m | 196 m        | 52° 47′ N, 125° 17′ W |